# Oli
|  | Per a altres significats, vegeu «Oli (desambiguació)». |

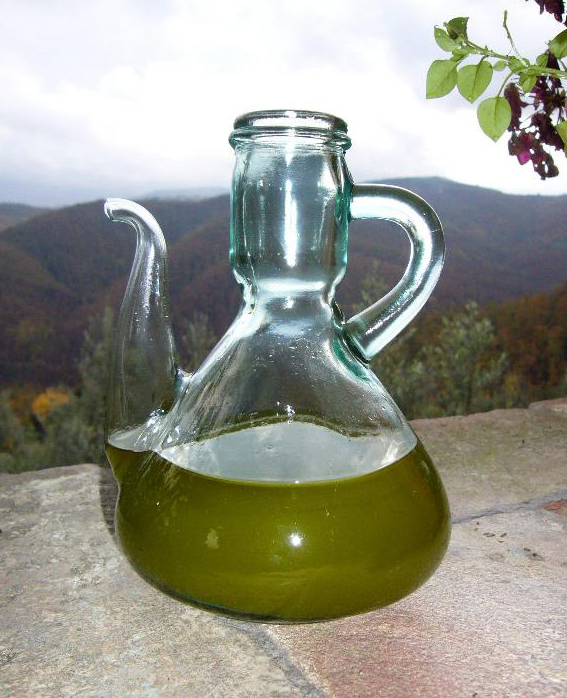
Oli d'oliva en un setrill

Oli és un grup de líquids untuosos a temperatura ambient d'orígens diversos i hidròfobs (no es mesclen amb l'aigua). Són extrets de la natura en jaciments geològics com a derivats del petroli o bé extrets de plantes (oli vegetal) o animals (p. ex.: mesc). Diversos olis d'origen vegetal o animal són comestibles encara que un reescalfament o un altre tractaments físic o químic pot desnaturalitzar-los, fent-los no aptes per al consum humà. L'oli propi en la dieta mediterrània és l'oli d'oliva i, en la gastronomia mediterrània, si no es concreta el tipus d'oli en una recepta de cuina o un plat, generalment es fa referència a este oli. La majoria dels altres olis vegetals usats en alimentació són olis de gra, entre ells l'oli de gira-sol, l'oli de sèsam o l'oli de soia tot i que també és consumit força l'oli de palma obtingut de la copra. El conreu de l'olivera té una història mil·lenària. A Catalunya hi ha mig centenar de varietats d'olivera i el sector ha viscut una autèntica revolució al començament del segle XXI. El 2006, el nombre d'hectàrees dedicat a l'olivera doblava el de la vinya i durant la primera dècada d'aquest segle ha aparegut la majoria de denominacions d'origen.

## Olis vegetals
Les plantes oleaginoses són molt comunes. Els olis són produïts per les plantes (també pels animals i altres organismes) a través de processos orgànics i aquest olis són molt diversos. Encara que es pot obtenir oli de diverses parts d'aquestes plantes en la pràctica comercial principalment s'extreuen de les llavors.
El terme "oli" es reserva normalment pels greixos que són líquids a la temperatura normal d'una habitació. Unes poques entrades d'aquesta llista no satisfan aquesta definició, però s'han inclòs perquè són comparables als altres olis llistats aquí en la majoria dels altres aspectes.
Els olis i greixos vegetals poden ser comestibles o no ser-ho, per exemple l'oli de ricí no es menja però es fa servir en medicina i la indústria. El terme oli és un concepte una mica vague en la química i els olis científicament són tots ells lípids, un concepte més definit. Les principals funcions del lípids inclouen l'emmagatzemament d'energia, com components estructurals de la membrana cel·lular i com importants molècules de senyalitzament.
Malgrat que la majoria de plantes contenen alguna quantitat d'oli, només l'oli de tres o quatre plantes conreades proporcionen la majoria de l'oli vegetal consumit al món complementades per una dotzenade plantes més.
Hi ha tres mètodes d'extracció de l'oli vegetals provinents de les plantes. La part rellevant de la planta oleaginosa es pot posar sota pressió per "extreure'n" l'oli donant lloc a un oli extret per pressió. També es pot treure l'oli per solvatació mitjançant solvents i donant lloc a un oli extret per solvents. La mescla també es pot separar per destil·lació i aleshores se'n diu oli essencial. Els olis essencials sovint tenen propietats i usos diferents de la resta d'olis. Els olis macerats estan fets fent infusions de parts de les plantes dins un oli base.
Els olis vegetals poden ser classificats de diverses maneres, per exemple:
- Pel seu origen: la majoria dels olis vegetals, però no tots, s'extreuen dels fruits o llavors de les plantes
- Pel seu ús: els olis de les plantes es poden utilitzar per a l'alimentació, com a combustible, cosmètica, i medicina i usos industrials.

## Els olis i la salut humana

### Olis vegetals
Els greixos i, per tant, els olis estan compostos d'àcids grassos dels quals n'hi ha quatre tipus.
- Àcids grassos saturats
- Àcids grassos trans
- Àcids grassos monoinsaturats
- Àcids grassos poliinsaturats

Els àcids grassos saturats i els àcids grassos trans poden elevar el colesterol i posar el cos en risc per malalties cardiovasculars.
D'altra banda, la ingestió d'aliments alts en àcids grassos monoinsaturats i polinsaturats poden ajudar a disminuir el LDL o colesterol "dolent".
Els olis són una bona font de greixos monoinsaturats.
En l'alimentació l'oli de blat de moro, és més alt en greix saturat que l'oli d'oliva el qual té un alt contingut en greixos monoinsaturats, de fet l'oli d'oliva conté els
nivells més alts d'àcids grassos insaturats de tots els olis produïts de manera natural.
L'oli de lli és la font d'oli vegetal més rica en omega-3 i també té omega-6.
L'oli de colza és el tercer oli més usat del món en l'alimentació gràcies a la seva elevada quantitat en omega-6 i baix contingut en àcids grassos saturats. D'altra banda, aquest oli també pot ser utilitzat per produir biodièsel, com a substitutori de solvents convencionals, com a lubricant, o per la producció de sabó. Tot i les diverses utilitats d'aquest oli, el seu nom càrrega amb mala fama a causa de la síndrome de l'oli tòxic ocorregut l'any 1981 a Espanya.
Els olis d'ametlla, avellanes, nous, pistatxo macadàmia i pacaner són molt baixos en greixos saturats i són alts en greixos monoinsaturats.
Recentment s'ha concedit també importància a la presència de polifenols en els olis vegetals, especialment en l'oli d'oliva verge. La majoria dels compostos dels fenols, com els flavonoides i les vitamines, tenen propietats antiinflamatòries i antitrombótiques però aquests fenols es perden durant el refinament de l'oli d'oliva (que dona l'oli d'oliva refinat). Els beneficis dels polifenols estarien en l'endoteli o paret dels vasos sanguinis.

### Olis de peix
Els olis de determinats peixos són rics en omega-3 i l'oli de peix es fa servir per a combatre una àmplia gamma de malalties. Més sovint es fa servir en trastorns cardíacs i del sistema sanguini. En alguns casos es fan servir per abaixar la pressió arterial o els nivells de triacilglicerols (els greixos relacionats amb el colesterol). També és útil per prevenir vessaments cerebrals però si se'n pren massa pot augmentar aquest risc.

## Als Països Catalans
Hi ha cap a mig centenar de varietats d'olivera, de les quals al voltant d'una quinzena ocupa prou superfície perquè s'hagin posat en un alt valor econòmic, a part del valor intrínsec com a patrimoni genètic de la cultura mediterrània. De totes les varietats d'olivera, l'arbequina és entre les més importants del món, fins al punt que tendeix a convertir-se en una mena de cabernet sauvignon del sector de l'oli. El 2006 hi havia plantades setanta mil hectàrees d'arbequina a Catalunya, on és la varietat principal.
Al començament del segle xxi, el sector oleícola viu a Catalunya una revolució tan important com la del darrer decenni del XX en el vitivinícola. El rellançament del sector de l'oli ha estat propiciat per la dieta i la cuina mediterrànies. És obvi que el vi té un valor afegit i permet l'especulació, ja que es pot emmagatzemar, al mateix temps que madura. En canvi, l'oli és un producte perible, amb una data de caducitat curta, amb un òptim organolèptic situat en les setmanes més properes a la collita, a diferència del vi. No obstant això, el sector ha trobat la manera de fer atractiu l'oli i d'obtenir-ne un just valor afegit.
Una altra dada sobre aquest producte inclòs entre els tòpics de la dieta mediterrània: el 2006, a Catalunya, hi havia el doble d'hectàrees d'olivera que de vinya. I això que la pressió urbanística, els factors climàtics i l'atractiu de les oliveres centenàries per a la jardineria havien castigat molt aquest conreu. Al començament del segle xxi, les hectàrees plantades de vinyes i oliveres són força menys de la meitat de la superfície ocupada per aquests dos conreus fins just la meitat del segle xx. Un dels grans arguments per explicar aquest fet, a banda dels programes de subvencions de la Unió Europea per arrencar vinya, és aquella glaçada devastadora del 1956.
Agafa tanta importància el conreu de l'olivera que en el primer decenni d'aquest segle ha aparegut la majoria de denominacions d'origen. Així, la producció d'olis de qualitat dels Països Catalans és emparada, avui, per set denominacions d'origen protegides, la majoria de les quals són al Principat de Catalunya. D'aquestes cinc, dues, Les Garrigues i Siurana, van ser pioneres en tot. Les Garrigues té l'origen en la Denominació d'Origen Oli de Borges, erigida el 1975. Al principi dels anys noranta del segle xx, va transformar el nom primigeni en l'actual Denominació d'Origen Protegida Les Garrigues. El 1977 va néixer la DOP Siurana. Més endavant es van crear les DOP Oli de la Terra Alta, el 2002, i Oli del Baix Ebre-Montsià, el 2003, i la DOP Oli de l'Empordà, el 2008.
A les Balears, hi ha la DOP Oli de Mallorca, creada el 2002. Alguns municipis de la Franja de Ponent tenen les oliveres acollides a la DOP Baix Aragó. Al País Valencià no hi ha cap DO, però es treballa per fer una denominació d'origen d'abast regional per acollir tota la producció sota l'etiqueta Oli Valencià. Entre les principals zones productores d'oli del País Valencià destaquen les comarques del nord de Castelló.
Quant a la producció, al conjunt dels Països Catalans hi ha plantades unes 240.000 hectàrees d'oliveres, amb una producció anual de més de 196.000 tones d'olives, de les quals 195.000 s'envien al trull per fer oli i poc més d'un miler de tones es confiten. La producció total d'oli és de 42.748 tones, majoritàriament verge extra.
Per zones productores, a Catalunya hi ha 124.876 hectàrees, que produeixen 103.880 tones d'olives, de les quals 103.613 són per fer oli i 267.000 quilos per confitar. La producció d'oli s'eleva a 22.848 tones, de les quals 14.615 són extra verge, 6.604 verge i 1.629 d'oli llampant, és a dir, no apte per al consum i que cal refinar.
A les Balears hi ha registrades 8.022 hectàrees d'olivera, que produeixen 2.400 tones d'olives, de les quals 2.275 tones són per fer oli i 125.000 quilos per confitar. La producció d'oli s'eleva a 456 tones, meitat extra i meitat verge.
Al País Valencià, hi ha censades 100.765 hectàrees d'olivera, amb una producció de 89.556 tones d'olives, de les quals 88.948 quilos es fan servir per fer oli i 608.000 quilos, per adobar. La producció d'oli és de 19.444 tones: 13.394 d'extra, 2.838 de verge i 3.212 de llampant.
A la Catalunya del Nord, la producció és més escassa. De fet, després del tractat dels Pirineus, arran de la incorporació del Rosselló a la corona francesa, el conreu de l'olivera va començar a recular a la Catalunya del Nord. Hi ha dos factors: una glaçada terrible el 1709 i la progressiva implantació dels costums francesos, especialment pel que fa al consum de mantega, i de burla al fet meridional, que ara sembla que es cuida gràcies a la moda de la inefable dieta, o cuina, mediterrània. I en aquest país oli és, per defecte, suc d'oliva premsada.

## Altres olis

### Oli d'ocell
Alexander von Humboldt va documentar un oli o mantega produït per un ocell a la missió caputxina de Caripe, a Veneçuela (Fett-vogel der Höhlen von Caripe)

### Oli de cascall
Era conegut com a oli de clavell. Obtingut a partir de les llavors de la planta Papaver somniferum.

### Oli de balena
- De balena
- Espermaceti.[17]